# Лоджія

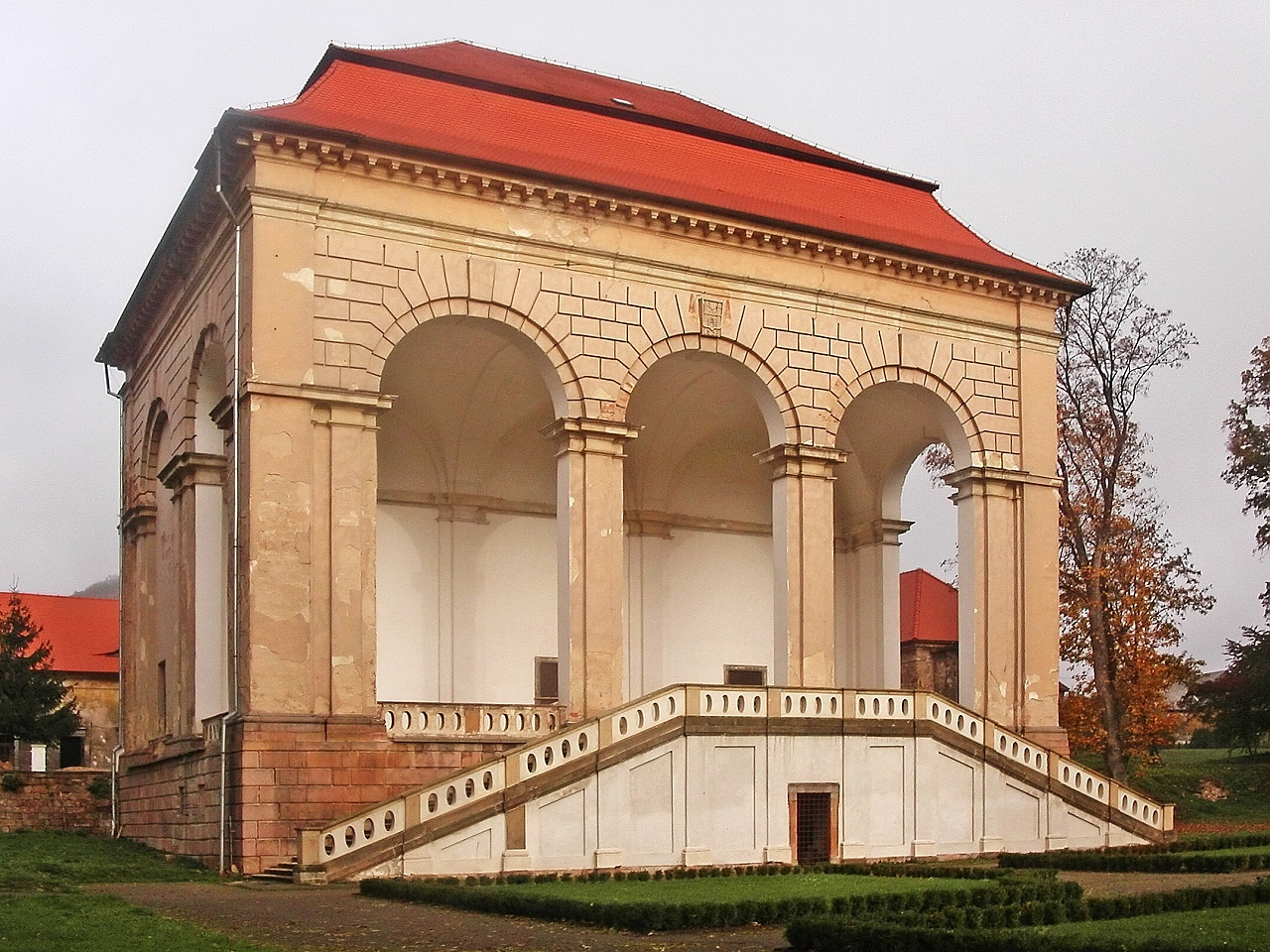

Ло́джія (від італ. loggia, де сходить до ст.-фр. loge — «хатинка», пор. ложа) — перекрите й огороджене в плані з трьох боків приміщення, відкрите в зовнішній простір.

## Визначення терміна в сучасній практиці проєктування
Лоджія — неопалюване приміщення, убудоване в споруду або прибудоване до неї, що має:
- стіни з двох сторін;
- огорожу з відкритого боку;
- віконний блок з дверима з боку, що примикає до приміщення.

Лоджія може мати покриття й бути заскленою. Має обмежену глибину, взаємопов'язану з освітленням приміщення, до якого примикає.
Лоджія-балкон — неопалюване приміщення, частина якого вбудована в споруду подібно, як лоджія, а частина виступає з площини стіни фасаду у вигляді огородженого майданчика, як балкон. Може мати покриття й бути заскленою. Має обмежену глибину, взаємопов'язану з освітленням приміщення, до якого примикає.